# 卡萊拉德坦戈

32°47′12″S 71°11′50″W / 32.78667°S 71.19722°W
卡萊拉德坦戈（西班牙語：Calera de Tango），是智利的城鎮，位於該國中部聖地亞哥首都大區的馬伊波省，面積73.3平方公里，2002年人口18,235人，人口密度每平方公里250人。